# شورجة (لنجان)
شورجة هي قرية في مقاطعة لنجان، إيران. يقدر عدد سكانها بـ 70 نسمة بحسب إحصاء 2016.